# Nachal Godrim
Nachal Godrim (hebrejsky: נחל גודרים) je vádí v Horní Galileji, v severním Izraeli.
Začíná na severních svazích hory har Sasa. Směřuje pak k severovýchodu zalesněným údolím, přičemž míjí horu har Godrim. Na jejím východním okraji, nedaleko od jihozápadního okraje vesnice Dovev, ústí zleva do vádí nachal Dovev, jež jeho vody odvádí do Libanonu a do Středozemního moře.